# Stubacher Sonnblick
Der Stubacher Sonnblick ist ein 3088 m ü. A.  hoher Berg in der Granatspitzgruppe der Hohen Tauern in Österreich. Der Gipfel befindet sich genau auf der Grenzlinie zwischen Osttirol und Salzburg. Der Berg liegt drei Kilometer westlich der Rudolfshütte. Diese ist per Seilbahn erreichbar, deshalb wird der Berg häufig besucht, vor allem im Rahmen einer Skitour im Winter.
Der Stubacher Sonnblick ist für seine Höhe relativ stark vergletschert, da er direkt auf dem Alpenhauptkamm liegt und es dort im Jahresmittel überdurchschnittlich viel Niederschlag gibt. Auf der Ostseite des Berges befindet sich das Sonnblickkees südwestlich das Prägratkees und nördlich das Landeggkees. Durch die Granatscharte (2945 m) ist der Gipfel im Süden von der weniger als einen Kilometer entfernten, zwei Meter niedrigeren Granatspitze getrennt.

## Normalweg

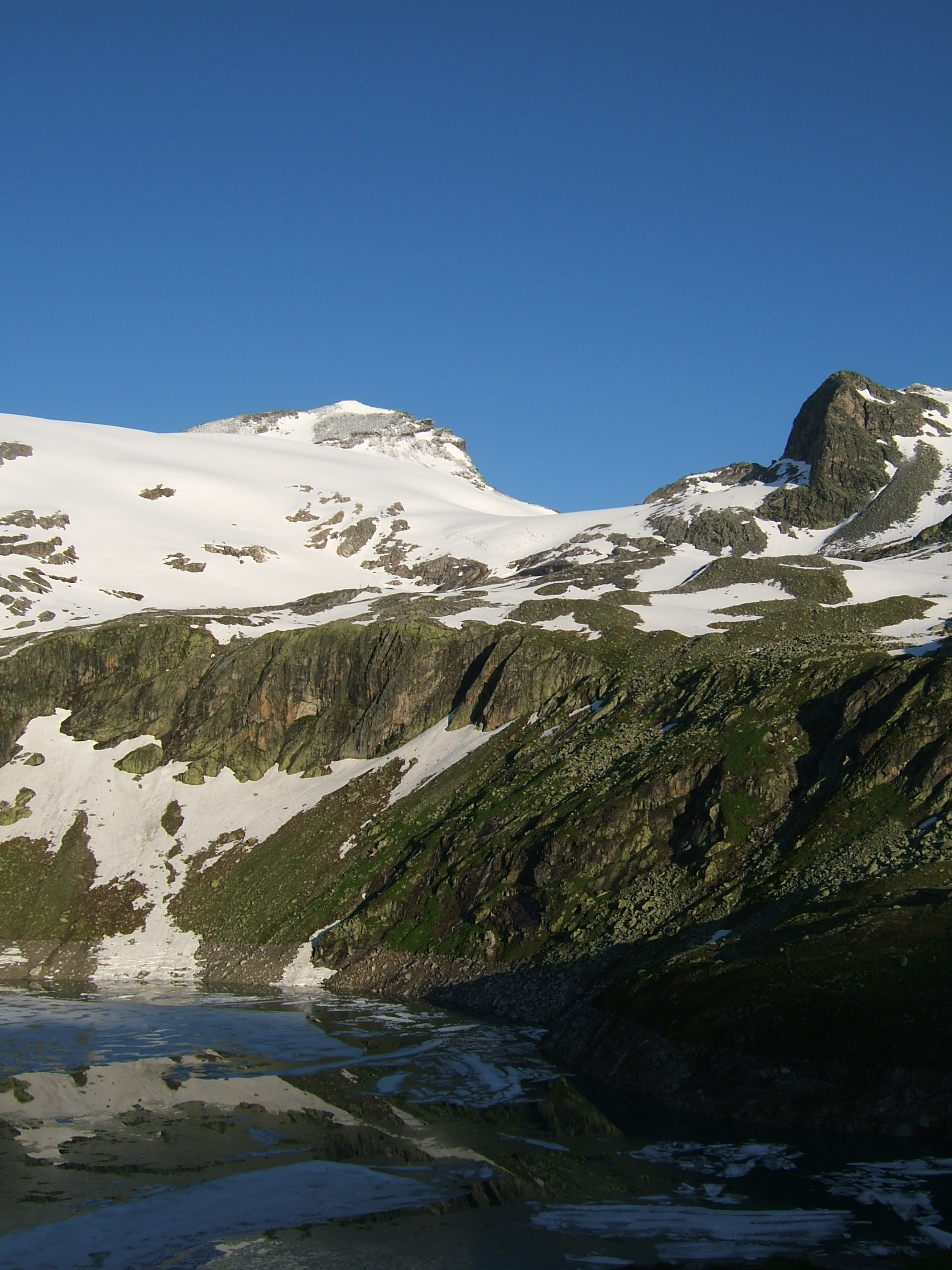
Stubacher Sonnblick von Osten, rechts der Fürlegpfeiler

Obwohl der Berg auch von der unbewirtschafteten Karl-Fürst-Hütte am St. Pöltner Ostweg im Landecktal zugänglich ist, wird der Berg fast ausschließlich von der per Seilbahn erschlossenen Rudolfshütte angegangen. Von dort führt der Weg über die Staumauer des Weißsees zunächst über den Hans-Gruber-Weg, der über einen kurzen, etwas schwierigeren Abschnitt mit Eisenleitern versehen ist. Weiter führt die Route über das einige Spalten aufweisende Sonnblickkees. Von diesem kann der Gipfel entweder über die Granatscharte und den Südgrat oder über die Ostflanke erreicht werden. Von der Hütte sind etwa 3 Stunden zum Gipfel einzuplanen.